# 董克娜
董克娜（1929年—2016年），曾用名董文娟，女，山东威海人，中国电影导演，曾任北京电影制片厂一级导演。